# 南蛮焼
南蛮焼（なんばんやき）は、16世紀から17世紀にかけて南蛮貿易により中国南部、南洋諸島、呂宋、安南などから輸入された炻器。
土においては精粗さまざまあり、また発色においては黒褐、淡紅など多岐にわたり、作風は必ずしも一定しない。日本では、茶入れ、茶壺、水指、建水などに用いられ、備前焼、伊賀焼、信楽焼など日本の焼締めとは一味違った独特の風合いを持ち、茶人に珍重され伝世されてきた。
現代では、一般に蛇窯と呼ばれる薪窯により焼成され伝世の南蛮焼の風合いを醸し出している焼締めのことを指し、森岡成好（和歌山県）、川淵直樹（京都府）、島武己（沖縄県）、池田匡優（宮城県）、加地学（北海道）、上野剛児（香川県）などの陶芸家が制作を行っている。